# 浦安市立美浜南小学校
浦安市立美浜南小学校（うらやすしりつ みはまみなみしょうがっこう）は、千葉県浦安市美浜三丁目にある公立小学校。浦安市内6番目の小学校として1980年（昭和55年）4月7日に開校した。

## 沿革
- 1980年（昭和55年）、浦安町立美浜南小学校として開校。
- 1981年（昭和56年）、浦安市の市制施行に伴い校名を浦安市立美浜南小学校と改名。また、浦安市立入船南小学校の開校に伴い、児童309名が同校へ分離。
- 1988年（昭和63年）、PTAが発足。初代会長は前浦安市長の松崎秀樹。
- 1990年（平成2年）、在籍児童数がピーク（920名）に達する。学級数は26。
- 2010年（平成22年）、2階の遊休教室を改装し、校舎内に「うらやす市民大学」が開校。

### 校歌
- 1982年（昭和57年）2月10日制定
- 作詞：田澤尭
- 作曲：石黒一郎

### 校章
校歌作詞者でもある田澤尭が、校章をデザイン。市内6番目の小学校であることを示す6枚の町の木「銀杏」の葉が、左右に分かれて「美浜」のミと「南小」のミの3枚ずつに並ぶ。シンボルカラーは緑。

## 教育方針

### 学校教育目標
〜笑顔と知恵のあるたくましい子〜
- 「思いやりのある豊かな心」の育成（思いやる子）
- 「確かな学力」の育成（工夫する子）
- 「健やかな体とたくましさ」の育成（たくましい子）

## 学校行事
| - 4月 入学式、1年生を迎える会、PTA総会 - 5月 全校遠足、運動会 - 6月 音楽鑑賞教室（6年生）プール開き、クラス懇談会 | - 7月 - 8月 - 9月 林間学校（5年生）、オープンスクールデー | - 10月 小中学校音楽会（6年生）、修学旅行（6年生） - 11月 なわとび検定 - 12月 | - 1月 テレビ番組制作体験（5年生） - 2月 創立記念日、海苔すき体験（4年生） - 3月 6年生を送る会、浦安ブライトンホテルのシェフによる料理教室（6年生）、卒業式 |

2012年より、9月のオープンスクールデーの午後にPTA主催の行事「ワークショップ大会」が開かれるようになっている。保護者や地域住民が日頃学校では学べない1回30分のさまざまな参加型体験学習（ワークショップ）を企画して実施するもので、2013年の大会ではドラム演奏やコンピュータープログラミング、ＣＤを利用したホーバークラフトづくり、車いす・認知症看護などの13のワークショップが行われた。

## 部活動
- 陸上部
- サッカー部
- ミニバスケットボール部
- 吹奏楽部